# 下埃根

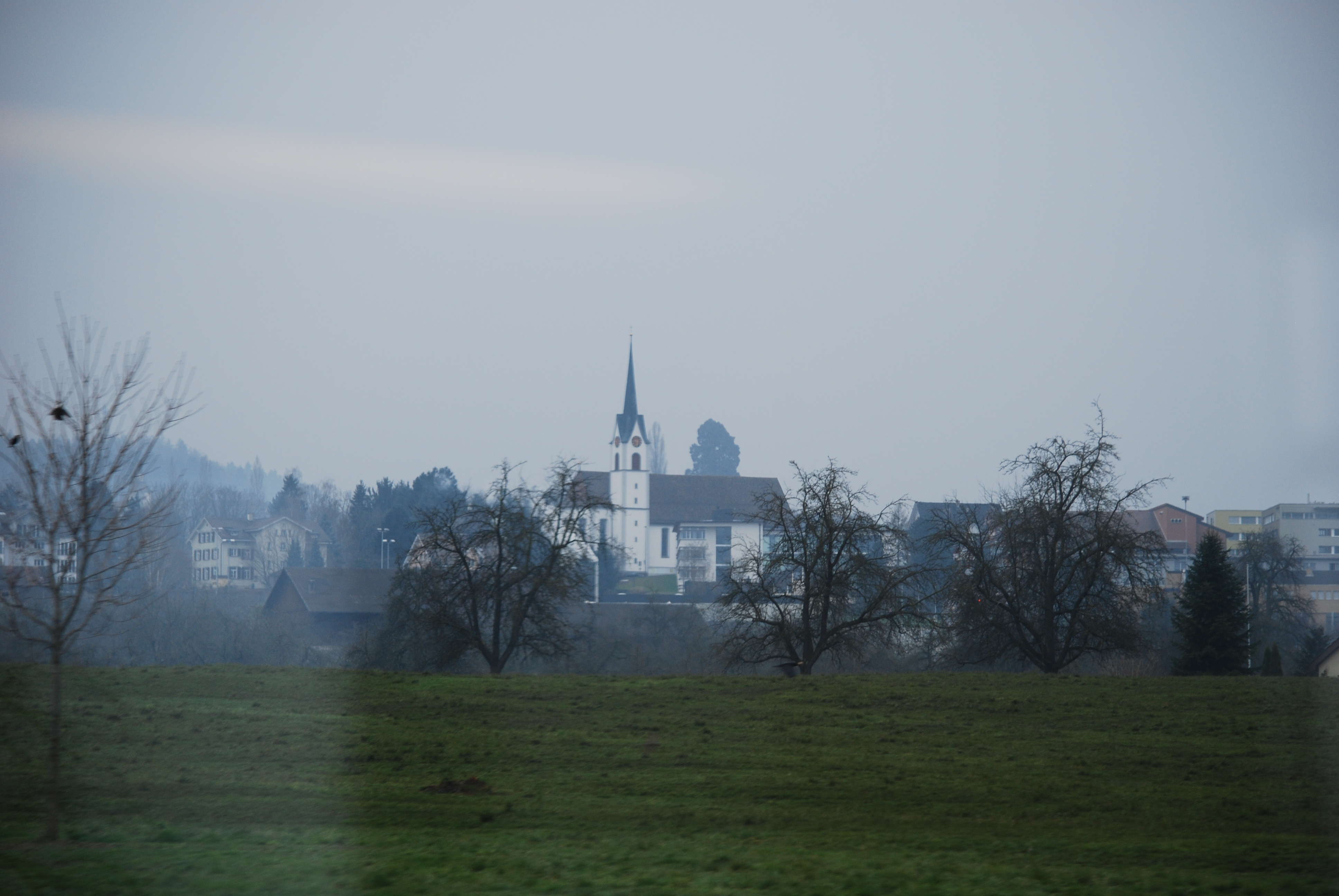

下埃根是瑞士的一个镇，位於該國東北部，由聖加侖州負責管轄，面積7.13平方公里，海拔高度607米，2011年人口1,042，六成半人口信奉羅馬天主教，人口密度每平方公里146人。

## 外部連結
- Official website（页面存档备份，存于） （德文）